# Bosanci i Hercegovci
 Ovo je glavno značenje pojma Bosanci i Hercegovci. Za naselje u općini Bosiljevo, Hrvatska pogledajte Bosanci (Bosiljevo).
Bosanci i Hercegovci su građani Bosne i Hercegovine, što uključuje Bošnjake, Srbe i Hrvate kao i ostale građane Bosne i Hercegovine, bez obzira na narodnost, kulturu ili jezik.
Bosanci i Hercegovci regionalne su odrednice za stanovnike sjevernih odnosno južnih područja Bosne i Hercegovine. Takav način shvaćanja ovih termina čest je u državama nastalim na prostoru Jugoslavije. S druge strane, odrednica Hercegovac bez daljnjih pojašnjenja u Hrvatskoj se često tumači kao Hrvat iz Hercegovine, u Srbiji Srbin iz Hercegovine, a kod Bošnjaka Bošnjak iz Hercegovine.
Mnogi građani Bosne i Hercegovine nazivaju se Bosancima uglavnom u neslužbenom govoru te tamo gdje je takvo opredjeljenje prihvaćeno kao službeno (u većini stranih država). 
Neki građani Bosne i Hercegovine se izjašnjavaju isključivo kao Bosanci ako ne žele izraziti svoju etničku pripadnost ili ako potječu iz miješanog braka. Neki od primjera ljudi koji se izjašnjavaju kao Bosanci su Jovan Divjak, Sergej Barbarez, Branko Đurić, Josip Katalinski i Danis Tanović.
Izjašnjavanje kao Bosanac može biti i u smislu jedinstvene bosanske nacije ili u izjednačavanju nacionalnog opredijeljenja Bošnjak s nazivom Bosanac.

## Povijest

### Osmansko Carstvo
Riječ "Bošnjaci" (koja je turski oblik starijeg naziva Bošnjan ili Bošnjanin) imala je isto značenje koje riječ Bosanci ima danas. Stanovnici Bosne u doba Osmanskog Carstva inicijalno su se svi zvali Bošnjacima (Bošnjak-taifesi, u smislu stanovnika turske pokrajine Bosne, bez obzira na narodnost, kulturu i jezik). Postupno se naziv Bošnjak počeo primjenjivati u užem smislu samo za Bosance islamske vjeroispovijesti (Bošnjak-milleti). Naziv Hercegovac i tad je bio regionalna odrednica – stanovnik Hercegovine.

### Austro-Ugarska
Tijekom austrougarske okupacije Bosne i Hercegovine od 1878. do 1918. godine, administracija austro-ugarskog guvernera u Bosni i Hercegovini, Benjamina Kallaya, podržavala je ideju zajedničke bosanske nacije (bosanstva) koja je trebala uključiti bosanske katolike i bosanske pravoslavce kao i bosanske muslimane.
Ideji su se oštro protivili Hrvati i Srbi ali također i mnogi bosanski muslimani tog vremena. Službena politika Austro-ugarske napustila je ovu ideju prije početka Prvog svjetskog rata.

### Kraljevina SHS/Jugoslavija
Službena politika Kraljevine SHS/Jugoslavije bila je da u državi žive tri plemena istog naroda, Srbi, Hrvati i Slovenci. Bosanci i Hercegovci smatrani su regionalnim odrednicama, slično Vojvođanima, Makedoncima ili Crnogorcima.

### Jugoslavija nakon 2. svjetskog rata
Bosanci i Hercegovci bili su predstavljeni kao regionalna pripadnost u jugoslavenskim statistikama, što se odnosi i na zadnji popis stanovništva u Bosni i Hercegovini 1991. godine.

## Bosanci ili Hercegovci
Hrvati i Srbi iz Hercegovine se uglavnom strogo drže podjele na Bosnu i Hercegovinu. U Hercegovini oni smatraju pojam Bosna i bosanski kao nešto što jest blizu ali nevezano za njih. Štoviše, čak se smatra uvredljivim označavati ih kao Bosance. Umjesto toga radije se drže ili regionalne odrednice (Hercegovci) ili etničke (Hrvati i/ili Srbi).